# Момчило Распопович
Момчило Распопович (чорн. Momčilo Raspopović / Момчило Распоповић, нар. 18 березня 1994, Подгориця) — чорногорський футболіст, захисник клубу «Рієка» та національної збірної Чорногорії.

## Клубна кар'єра
Народився 18 березня 1994 року в місті Подгориця. Вихованець футбольної школи клубу «Будучност». Дорослу футбольну кар'єру розпочав 2012 року в основній команді того ж клубу, в якій провів шість сезонів, взявши участь у 143 матчах чемпіонату. Більшість часу, проведеного у складі «Будучності», був основним гравцем захисту команди і став з командою чемпіоном та володарем Кубка Чорногорії.
У січні 2018 року Распопович був відданий в оренду до кінця сезону з можливістю придбання у хорватську «Рієку». Провівши загалом вісім ігор чемпіонату до кінця сезону 2017/18 «Рієка» вирішила придбати контракт Распоповича у «Будучності». Новій команді Момчило допоміг двічі поспіль у 2019 та 2020 роках виграти Кубок Хорватії. Станом на 16 вересня 2020 року відіграв за команду з Рієки 43 матчі в національному чемпіонаті.

## Виступи за збірні
2010 року дебютував у складі юнацької збірної Чорногорії (U-17), загалом на юнацькому рівні взяв участь у 5 іграх.
Протягом 2013—2016 років залучався до складу молодіжної збірної Чорногорії. На молодіжному рівні зіграв у 10 офіційних матчах, забив 1 гол.
14 листопада 2019 року дебютував в офіційних матчах у складі національної збірної Чорногорії під керівництвом тренера Фарука Хаджибегича в останньому матчі кваліфікації до Євро-2020 проти Англії на «Вемблі», який Чорногорія програла 7:0 і посіла останнє місце у групі не здобувши жодної перемоги.

## Титули і досягнення
- Володар Чемпіон Чорногорії (1):

«Будучност»: 2016-17
- Володар Кубка Чорногорії (2):

«Будучност»: 2012-13, 2021-22
- Володар Кубка Хорватії (2):

«Рієка»: 2018-19, 2019-20